# فولفيو باكتشيلي
فولفيو باكتشيلي (بالإيطالية: Fulvio Bacchelli)‏ مواليد 27 فبراير 1951 في ترييستي، هو سائق راليات إيطالي سابق بدأ مسيرته في سنة 1973. كان أول رالي له هو رالي سانريمو 1973. تسابق في بطولة العالم للراليات. فاز بـ سباق رالي واحد. صعد على المنصة مرتان خلال مسيرته.

## فرق مثلها
- فيات كرايسلر

## روابط خارجية
- فولفيو باكتشيلي على موقع eWRC-results.com (الإنجليزية)
- فولفيو باكتشيلي على موقع CONI honoured athlete website (الإيطالية)